# 阿瑪帕礫毛鼻鯰
阿瑪帕礫毛鼻鯰，為輻鰭魚綱鯰形目毛鼻鯰科的其中一種。分布於南美洲巴西淡水流域，體長可達1.8公分，棲息在底層水域。